# Hospital de los Reyes Católicos
El hospital Real de los Reyes Católicos, llamado habitualmente hotel/hostal de los Reyes Católicos (en gallego: Hostal dos Reis Católicos), y también conocido históricamente como hospital Real de Santiago o de Santiago de Compostela, es un edificio de estilo plateresco erigido por orden de los Reyes Católicos, después de su visita a Santiago de Compostela, para dar cobijo a aquellos que requerían auxilio médico al finalizar el Camino. Fue diseñado y construido por el arquitecto real Enrique Egas. Actualmente es un hotel perteneciente a la red de Paradores Nacionales de Turismo del Reino de España que sirve a los peregrinos y visitantes de la ciudad de Santiago, y que es conocido como Parador de Santiago y, hoy, como Parador Museo Santiago.
En 2015, en la aprobación por la Unesco de la ampliación del Camino de Santiago en España a «Caminos de Santiago de Compostela: Camino francés y Caminos del Norte de España», España envió como documentación un «Inventario Retrospectivo - Elementos Asociados» (Retrospective Inventory - Associated Components) en el que en el n.º 847 figura la capilla de Gran Hospital de los Reyes Católicos.

## Situación

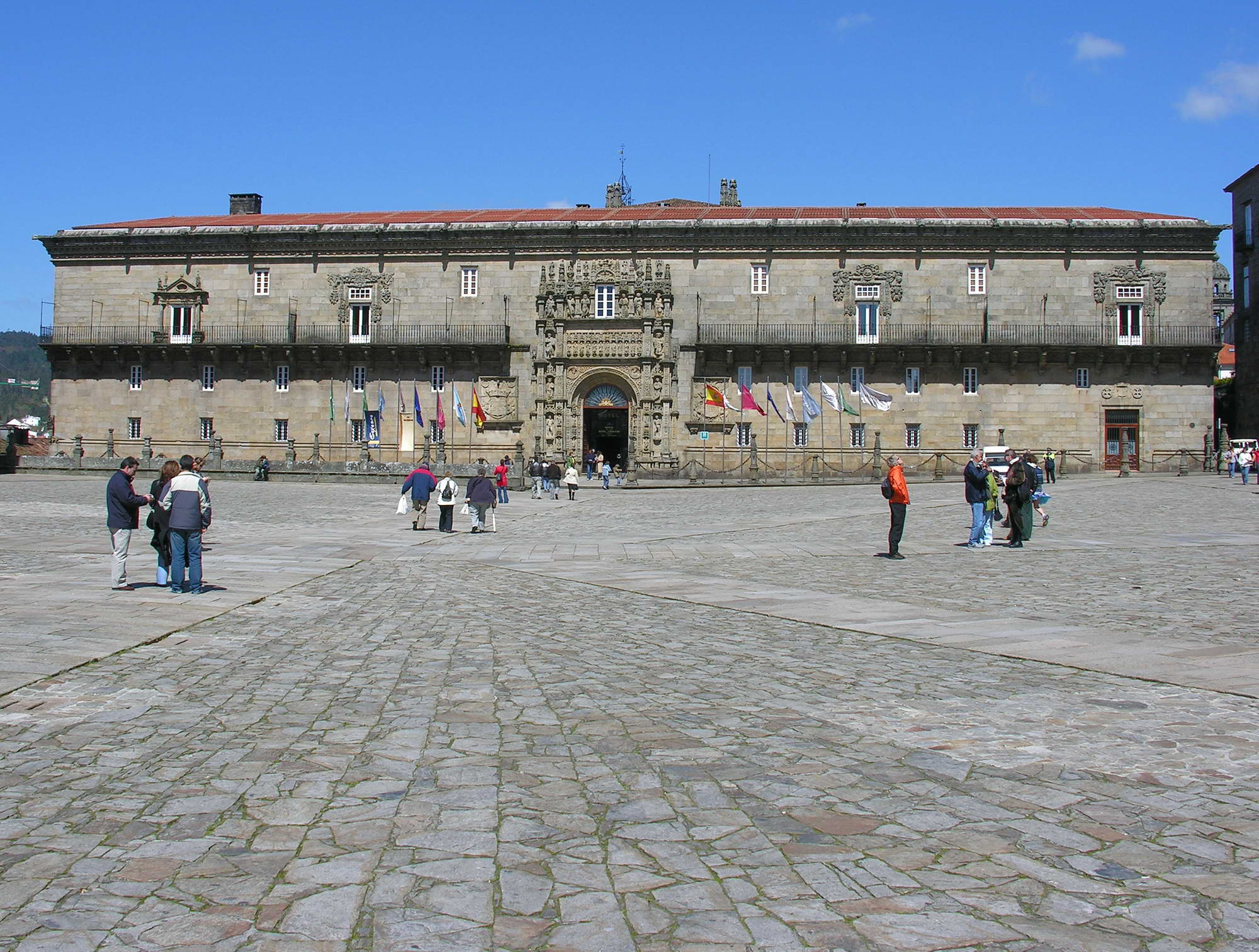
Hostal de los Reyes Católicos.

Está situado en la plaza del Obradoiro de Santiago de Compostela, Galicia, España. Es uno de los laterales cortos del paralelogramo, el del lado norte, formado por la Catedral, Colegio de San Jerónimo (San Xerome), Palacio de Rajoy (Pazo de Raxoi) y él mismo.

## Historia
Tras la visita realizada a Santiago por los Reyes Católicos en el año 1486, decidieron erigir una real hospedería en la ciudad del apóstol, para atender a los peregrinos que por la época recorrían el Camino de Santiago. A raíz de la conquista del Reino de Granada en 1492, y de los ingresos recibidos por la victoria, en el año 1499 donaron un tercio de las rentas del Voto de Santiago para llevar a cabo tal empresa. El arquitecto real, Enrique Egas, fue el encargado de realizar la traza y dirigir la construcción del hospital, entre los años 1501 al 1511. Las obras duraron 10 años y los papas ofrecieron indulgencias a cuantos cooperasen. La fachada es ligeramente posterior y se reformó en el siglo XVII, centrada en una portada renacentista, contratada a los maestros franceses Martín de Blas y Guillén Colás en diciembre de 1519. Años después, como protección de la fachada, el ayuntamiento cedió un terreno que se delimitó con gruesas cadenas engarzadas en pilares renacentistas.
Se trata de un edificio excepcional, muy diferente a los grandes hospitales de planta rectangular, usuales en la Edad Media. Los dos claustros iniciales fueron modificados en estilo renacentista por Rodrigo Gil de Hontañón.
En 1678 Frei Tomás Alonso, lo mismo que hizo con las balconadas barrocas que sustentan el coro de San Martiño Pinario, reformó la fachada renacentista introduciendo una gran balconada apoyada sobre grandes ménsulas profusamente adornadas con la característica y exuberante decoración vegetal, y tres nuevas ventanas. El espacio de la huerta posterior se ocupó, en el siglo XVIII, con dos nuevos patios, configurando así la actual cruz griega con cuatro patios.
El edificio se utilizó como hospedería hasta mediados del siglo XX. El año 1953, el Instituto Nacional de Previsión, dependiente del Ministerio de Trabajo, construyó un nuevo edificio en la calle Galeras, adonde el antiguo Hospital se trasladó ese mismo año, abandonando el antiguo edificio, que se transformó en el Hostal dos Reis Católicos, después denominado Hotel dos Reis Católicos, integrado primero en la red de hoteles de ENTURSA (1954 a 1986) y, desde su extinción, en la de Paradores de Turismo, denominado en la actualidad Parador Museo Santiago.

## Edificio

### Fachada

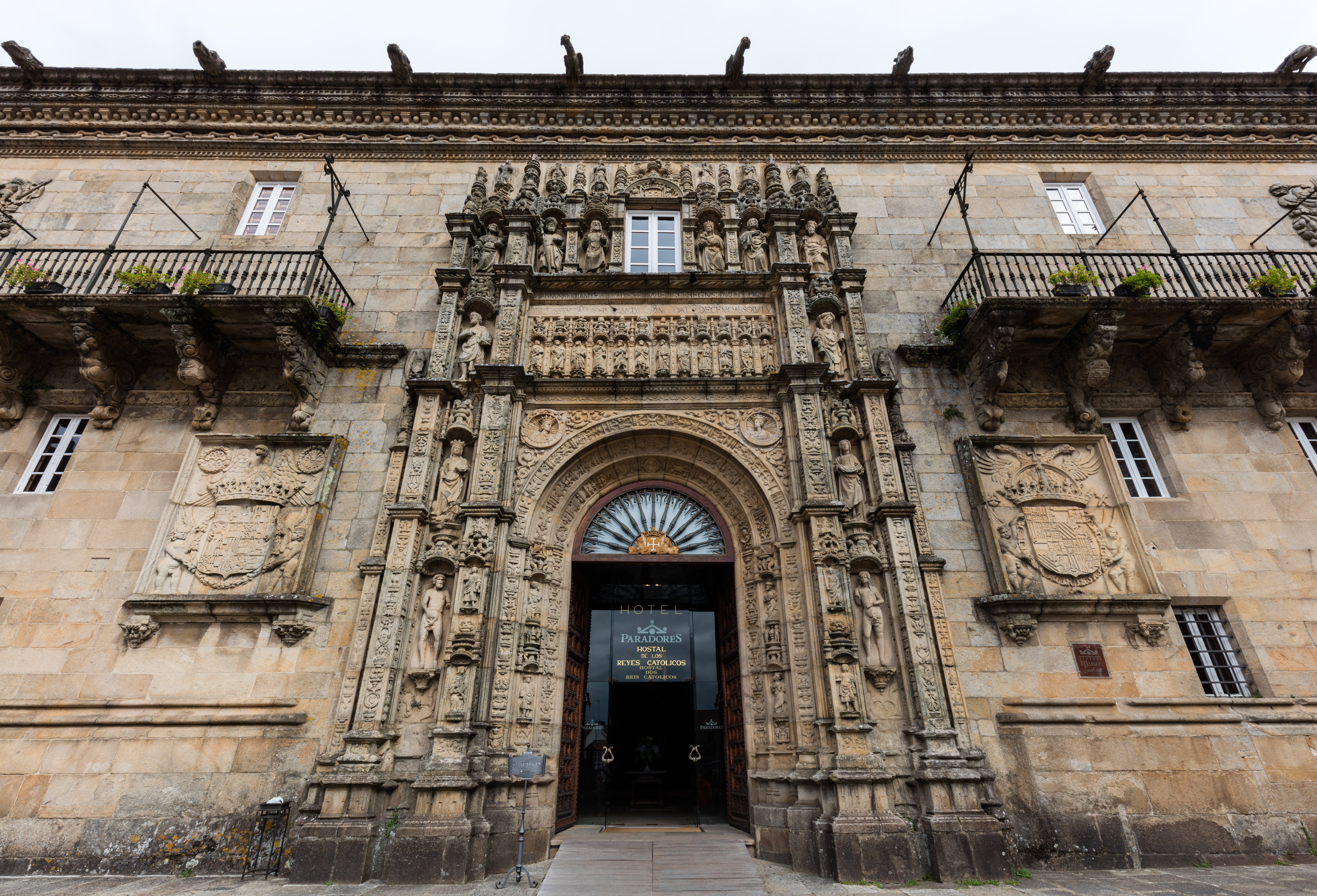
Portada y entrada principal del Parador de Santiago.

La fachada del Hospital de los Reyes Católicos es de estilo gótico plateresco, siendo junto a la puerta de Carlos V de Vivero, los únicos ejemplos de este estilo arquitectónico existentes en Galicia. En su fachada se pueden ver imágenes de:
- izquierda, de abajo arriba: Adán, Santa Catalina y San Juan Bautista;
- derecha, de abajo arriba: Eva, Santa Lucía y María Magdalena;
- friso: los Doce Apóstoles;
- en las enjutas: medallones de Isabel y Fernando;
- a la izquierda de la ventana central: Cristo, Santiago y San Pedro;
- a la derecha de la ventana central: Virgen con el Niño, San Juan Evangelista y San Pablo;
- en los pináculos de arriba: 6 ángeles con instrumentos musicales.

Dos grandes escudos flanquean la portada, con las armas de Castilla y a sus flancos, la cruz en un círculo que es el emblema del Hospital. Rica cornisa de piedra con diferentes labores.

### Capilla Real
La capilla Real, con funciones de iglesia del hospital, tiene una importante reja de entrada del siglo XVI, de talleres toledanos, está protegida como monumento desde 1912.

### Patios

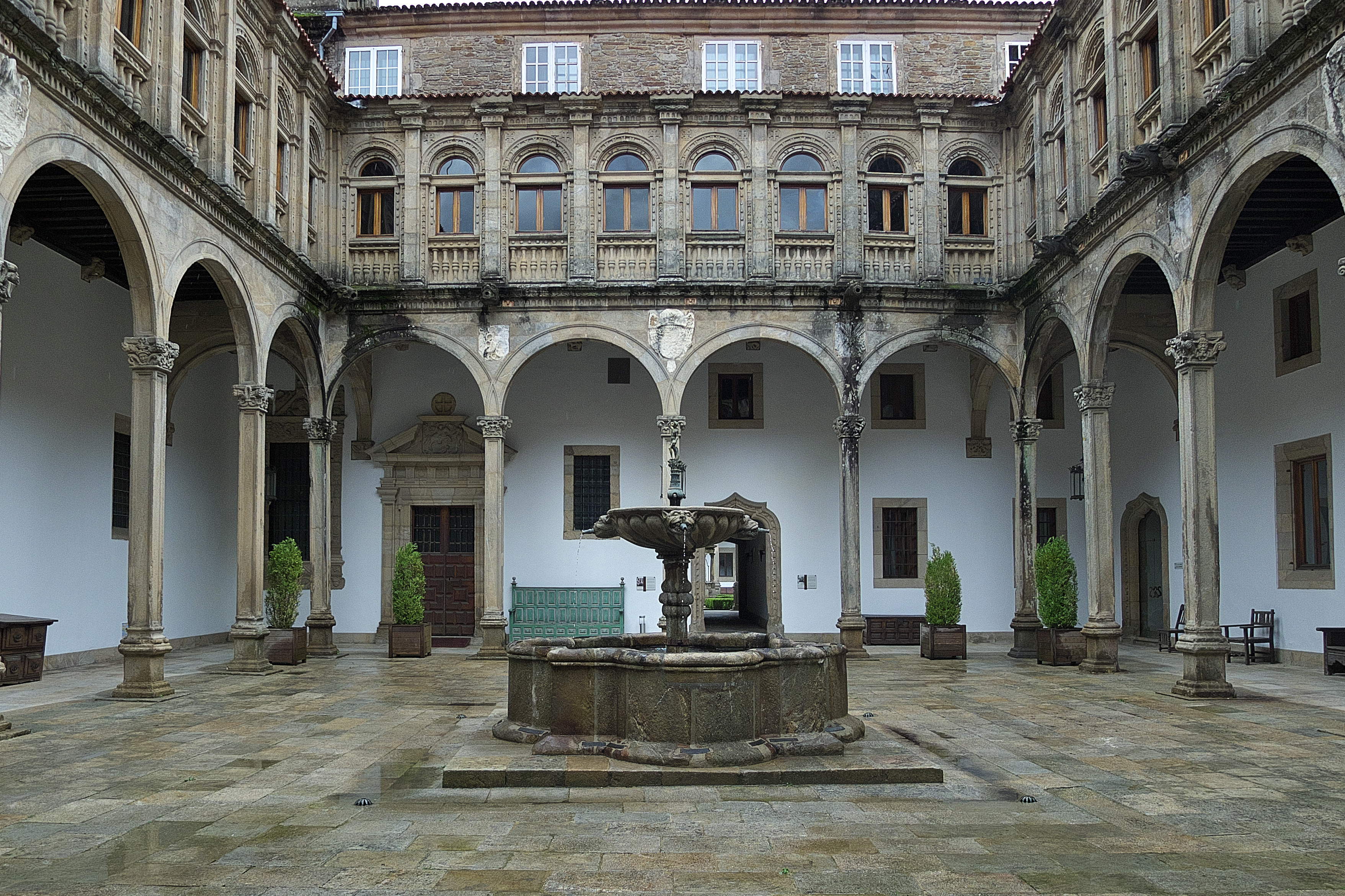
Patio de San Juan.

Cuatro patios la rodean, dos renacentistas y dos barrocos, formando una cruz griega. Los dos primeros son los del diseño original de Enrique Egas y son conocidos como patio de San Juan y patio de San Marcos. Los dos barrocos recibieron los nombres de los restantes evangelistas de la Iglesia católica, patio de San Lucas y patio de San Mateo.